# フィデーリス・アンドリア
フィデーリス・アンドリア（Fidelis Andria S.r.l.）は、イタリア・プーリア州アンドリアを本拠地とするサッカークラブチーム。2022-23シーズンはセリエCに所属している。

## 歴史
1920年に設立され、第二次世界大戦後の1948年からASアンドリア（Associazione Sportiva Andria）の名前で活動していたアマチュアクラブは、1978年に消滅。その際、1971年から活動していた別のクラブASフィデーリス・アンドリア（Associazione Sportiva Fidelis Andria）が、青と白のチームカラーなどを引き継いだ。フィデーリス・アンドリアは、1983-84シーズンにセリエC2へ初昇格してプロリーグ入りを果たすと、90年代にはセリエBに合計6シーズン在籍した。
2005年夏、フィデーリス・アンドリアの運営が行き詰まり、別の経営陣によって現在の新会社ASアンドリアBATが誕生した。チームカラーが青1色になるなど、厳密には前身チームの歴史は引き継いでいない。
なお、末尾の「BAT」はアンドリアが属するバルレッタ＝アンドリア＝トラーニ県の頭文字。2005年の設立当時、バルレッタやトラーニのクラブと合併して同地域に強豪クラブを作るという意図を持ってつけられたが、他クラブから合併は拒否された。
2012-13シーズン終了後、チームが破綻しSSDフィデリス・アンドリア（Società Sportiva Dilettantistica Fidelis Andria）に名を変え、エッチェッレンツァから再起した。2014-15シーズン、セリエD・ジローネHを1位で終え2年連続の昇格となった。
2018年には再び財政悪化でリーグに登録できず破産。SSDフィデリス・アンドリア2018（Società Sportiva Dilettantistica Fidelis Andria 2018）としてセリエDから再々スタートとなった。

## タイトル

### 国内タイトル
- カンピオナート・インテッレジョナーレ : 1983-84（ジローネL）
- セリエC2 : 1988-89（ジローネC）
- セリエC1 : 1996-97（ジローネB）
- セリエD : 2014-15（ジローネH）

### 国際タイトル
なし

## 過去の成績
| シーズン | ディビジョン       | ディビジョン | ディビジョン | ディビジョン | ディビジョン | ディビジョン | ディビジョン | ディビジョン | ディビジョン | コッパ・イタリア |
| シーズン | リーグ             | 試           | 勝           | 分           | 敗           | 得           | 失           | 勝ち点       | 順位         | コッパ・イタリア |
| -------- | ------------------ | ------------ | ------------ | ------------ | ------------ | ------------ | ------------ | ------------ | ------------ | ---------------- |
| 2017-18  | セリエC・ジローネC | 36           | 8            | 17           | 11           | 36           | 40           | 38(-3)       | 16位         | —                |
| 2018-19  | セリエD・ジローネH | 34           | 15           | 11           | 8            | 37           | 26           | 56           | 6位          | —                |
| 2019-20  | セリエD・ジローネH | 26           | 8            | 5            | 13           | 31           | 41           | 29           | 13位         | —                |
| 2020-21  | セリエD・ジローネH | 34           | 16           | 13           | 5            | 40           | 18           | 61           | 3位          | —                |
| 2021-22  | セリエC・ジローネC | 36           | 6            | 12           | 18           | 26           | 45           | 30           | 17位         | —                |
| 2022-23  | セリエC・ジローネC |              |              |              |              |              |              |              | 位           |                  |

## 歴代監督
- アッティリオ・ペロッティ 1993-1994（フィデリス）
- ジュゼッペ・パパドプーロ 1996-1998（フィデリス）

## 歴代所属選手
- ニコラ・アモルーゾ 1994-1995（フィデリス）
- クリスティアーノ・ルパテッリ 1998-1999（フィデリス）
- ベルナルド・コッラーディ 1998-1999（フィデリス）
- マティアス・フロリヤンチッチ 1998-1999（フィデリス）
- ダリオ・ダイネッリ 1999-2000（フィデリス）